# 劳拉·特洛特 (政治人物)
劳拉·特洛特，MBE（1984年12月7日—），英國保守黨籍政治人物，自2023年11月起擔任財政部首席秘書。她在2019年大選中當選為塞文奧克斯選區國會議員，並在2022年10月至翌年11月間擔任退休保障政務次官。在晉身國會之前，她是波特蘭通訊（Portland Communications）的合夥人，亦曾任英國政府特別顧問。

## 生平

### 早年生涯
特洛特在1984年12月7日出生，並在舒梨郡奥克斯特德長大。她曾就讀奧克斯特德學校（Oxted School），及後在牛津大學彭布羅克學院修讀歷史及經濟。特洛特在青年時期加入保守黨，並視前首相馬卓安為其踏足政壇的啟蒙。大學畢業後，她在博斯公司（Booz & Company）擔任策略顧問。特洛特是教育慈善機構薩頓信託基金（Sutton Trust）的大使。

### 政治生涯
特洛特在2010年至2014年間擔任卡姆登倫敦自治市議會（Camden London Borough Council）弗羅格納爾和菲茨約翰斯選區（Frognal and Fitzjohns）議員。
2009年1月，她成為保守黨政治顧問，其後在2010年5月成為內閣辦公室部長麥浩德麾下負責政策和媒體事務的特別顧問，及後升任為幕僚長。她其後獲任命進唐寧街10號政策組，成為首相甘民樂麾下負責教育及家庭政策的政治顧問。特洛特亦是保守黨的免稅托兒政策的策劃者。在2015年大選後，特洛特獲擢升為策略傳訊總監。2016年，她因其政治及公共服務上的表現而在2016年首相辭職授勳名單中獲英廷頒授MBE勳銜。她在文翠珊接任首相後離開政府，並在2017年9月加入波特蘭通訊。
特洛特在2019年11月10日獲保守黨提名出選根德郡塞文歐克斯選區。該議席被視為保守黨的穩得議席，自1924年起均由保守黨獲得。該選區亦曾是前國防大臣房應麟的選區。她在其後的大選中以20,818票多數票當選，亦是該選區首名女性議員。她及後在2020年至2021年間擔任劍橋大學科學及政策中心政策研究員。
2020年2月5日，特洛特向國會遞交其私人草案，要求限制18歲以下人士注射肉毒桿菌毒素和接受填充美容手術，該草案在2021年10月成為法律。
特洛特曾在2020年3月至2022年11月間擔任衛生及社會關懷事務委員會委員。她亦是中國研究小組（China Research Group）督導委員會委員。2021年2月，特洛特亦與另一名保守黨籍議員比姆·阿弗拉米（Bim Afolami）共同為智庫社會市場基金會（Social Market Foundation）撰寫提倡建立擁有寬鬆簽證規則、稅務優惠和政策研究金計劃的「加速區」（accelerator zones）倡議。
2022年7月6日，財政大臣辛偉誠和衛生及社會關懷大臣賈偉德因克里斯多福·平徹醜聞宣佈辭職，引發辭職潮。而特洛特亦以「政治上的誠信是，亦一直是最重要的，但失望地最近幾個月這些已經失去」為由，辭去運輸部國會私人秘書一職。在約翰遜宣佈辭去首相職務後，她在2022年7月至9月保守黨黨魁選舉中支持辛偉誠。

### 前座生涯
2022年10月27日，特洛特獲任命為退休保障政務次官，任內發表首份退休保障性別差距的官方數據。她亦支持2023年退休保障（自動註冊伸延）法令（Pensions (Extension of Automatic Enrolment) Act 2023），以使政府將註冊年齡由22歲降為18歲 。
2023年11月13日，特洛特在內閣重組中獲任命為財政部首席秘書。

## 個人生
特洛特的丈夫為羅兵咸永道專業服務合夥人巴哈多·馬維拉蒂（Bahador "Bids" Mahvelati），兩人育有兩子一女。

## 外部連結
- 英国的個人檔案
- 公鞭記載的投票紀錄
- TheyWorkForYou記載的紀錄